# Gertrud Rehner
Gertrud Rehner (* 6. November 1926 in Târgu Mureș, Rumänien; † 26. Februar 2019) war eine deutsche Ernährungswissenschaftlerin.

## Leben
Gertrud Rehner studierte und promovierte von 1947 bis 1957 an der Leopold-Franzens-Universität Innsbruck mit dem Hauptfach Biologie und den Nebenfächern Philosophie, Physik und Psychologie. Sie schloss 1957 mit dem Dr. phil. ab und war ab 1958 wissenschaftliche Mitarbeiterin am Institut für Biochemie der Vitalstoffe und Ernährung in Dachau. 1960 kam sie an das Institut für Ernährungswissenschaft der Justus-Liebig-Universität Gießen und wurde 1963 zur Wissenschaftlichen Assistentin ernannt. Von 1968 bis 1969 bildete Rehner sich am Dortmunder Max-Planck-Institut für molekulare Physiologie weiter, um 1971 auf die Professur Biochemie der Ernährung des Menschen und Ernährungsphysiologie an die Gießener Universität berufen zu werden. Ihr Forschungsschwerpunkt war die Kinetik der intestinalen Aufnahme von Vitaminen und Spurenelementen. 1992 wurde Rehner emeritiert.

## Engagement
In den universitären Gremien, aber auch in der bundesdeutschen Forschungslandschaft engagierte sich Rehner für einen wissenschaftlichen Ausbau der Ernährungswissenschaften. Sie forschte und publizierte, um die jeweils gültige „richtige Ernährung“ bekannt zu machen. Rehner wirkte an zahlreichen grundlegenden Publikationen ihres Faches mit.

## Werke
- Hannelore Daniel, Gertrud Rehner: Biochemie der Ernährung. Spektrum Akademischer Verlag. Heidelberg 2002, ISBN 3-8274-1157-2
- Literatur von und über Gertrud Rehner im Katalog der Deutschen Nationalbibliothek